# کاهاللا
کاهاللا (به لاتین: Kahalla) یک منطقهٔ مسکونی در سری‌لانکا است که در استان مرکزی (سری‌لانکا) واقع شده‌است.